# Purinska nukleozidaza
Purinska nukleozidaza (EC 3.2.2.1, nukleozidaza, purin beta-ribozidaza, purin nukleozidna hidrolaza, purinska ribonukleozidaza, ribonukleozidna hidrolaza, nukleozidna hidrolaza, N-ribozil purinska ribohidrolaza, nukleozidaza g, N-D-ribozilpurinska ribohidrolaza, inozin-adenozin-guanozin preferentna nukleozidna hidrolaza, purin-specifična nukleozidna N-ribohidrolaza, IAG-nukleozidna hidrolaza, IAG-NH) je enzim sa sistematskim imenom purin-nukleozidna ribohidrolaza. Ovaj enzim katalizuje sledeću hemijsku reakciju
purinski nukleozid + H2O {\displaystyle \rightleftharpoons } D-riboza + purinska baza
Enzim iz bakterije Ochrobactrum anthropi specifično katalizuje ireverzibilnu N-ribozidnu hidrolizu purinskih nukleozida.

## Literatura
- Nicholas C. Price; Lewis Stevens (1999). Fundamentals of Enzymology: The Cell and Molecular Biology of Catalytic Proteins (Third изд.). USA: Oxford University Press. ISBN 019850229X.
- Eric J. Toone (2006). Advances in Enzymology and Related Areas of Molecular Biology, Protein Evolution (Volume 75 изд.). Wiley-Interscience. ISBN 0471205036.
- Branden C; Tooze J. Introduction to Protein Structure. New York, NY: Garland Publishing. ISBN 0-8153-2305-0.
- Irwin H. Segel. Enzyme Kinetics: Behavior and Analysis of Rapid Equilibrium and Steady-State Enzyme Systems (Book 44 изд.). Wiley Classics Library. ISBN 0471303097.
- William P. Jencks (1987). Catalysis in Chemistry and Enzymology. Dover Publications. ISBN 0486654605.

## Spoljašnje veze
- Purine+nucleosidase на 